# Метью Лі (стрибун у воду)
Метью Лі (англ. Matthew Lee; нар. 5 березня 1998) — британський стрибун у воду. Майстер як в індивідуальному, так і в синхронному стрибку, а також на 3-метровому трампліні та платформі Лі виграв золоту медаль на 10-метровій платформі на Європейських іграх 2015 року, змішаній 10-метровій платформі на Чемпіонаті Європи з дайвінгу 2017 року і вже двічі був чемпіоном Європи серед юніорів на 3-метровому трампліні. На світовому рівні Лі виграв срібну медаль у змішаній 10-метровій синхронізованій платформі на Чемпіонаті світу 2017 року, а на Чемпіонаті світу 2019 року Лі та Том Дейлі виграли бронзу на дистанції 10 м із синхронізацією, а також золото в липні 2021 р. на Олімпійських іграх у Токіо 2020, також з Томом Дейлі.

## Кар'єра
У 2012 році Лі брав участь у своєму першому чемпіонаті Європи серед юніорів. Він виграв 3-метрове золото на трампліні, а потім пішов брати участь у чемпіонаті світу серед юніорів пізніше в сезоні, забезпечивши найкращий результат сьомим на платформі групи В.
У 2013 році Лі виграв медалі у всіх трьох індивідуальних змаганнях групи В на своєму другому чемпіонаті Європи серед юніорів, захистивши свій 3-метровий титул і взявши срібло на 10-метровій платформі, бронзу на 1-метровому трампліні.
У 2014 році він дебютував як старший у серії чемпіонатів світу. Він був обраний для участі в Іграх Співдружності 2014 року, але через травму вийшов із складу стрибків.
У 2015 році Лі брав участь у відкритті Європейських ігор 2015 року, він виграв золото на 10-метровій платформі, обігравши росіянина Нікіту Шлейхера. 

### 2017 рік
На чемпіонаті Європи з дайвінгу 2017 року в Києві Лі завоював бронзу на 10-метровій платформі для чоловіків  та золото на змішаній 10-метровій платформі з синхронним дайвінг-партнеркою Лоїс Тулсон.  Потім пара виграла срібло на чемпіонаті світу з водних видів спорту 2017 року у 10-метровій змішаній синхронній вишці. 

### 2018–2019 роки
На чемпіонаті Великої Британії з дайвінгу 2018 року Лі та його партнер Кайл Котарі (з Лондона) виграли 10-метровий турнір із синхроном із фінальним рахунком 406,17, значним перевищенням над другим місцем 388,50.  Він став другим на 10-метровій платформі серед чоловіків із результатом 485,60 
Лі та його партнеркою Лоїс Тулсон виграли бронзу на Всесвітній серії дайвінгу FINA 2018 року, що відбулася в Пекіні, на змішаній платформі.  На чемпіонаті Європи-2018, який проходив у Глазго / Единбурзі, Лі та Тоулсон виграли срібло у змішаному 10-метровому платформі. 
З жовтня 2018 року Лі співпрацював з Томом Дейлі на чоловічій синхронізованій 10-метровій платформі. 
На чемпіонаті світу з водних видів спорту 2019 року, що відбувся в Кванджу, Південна Корея, Лі та Дейлі фінішували на бронзовій позиції в синхронізації на 10 м. 

### 2021 рік
На Кубку світу з дайвінгу FINA 2021, який відбувся в Японії як офіційне випробувальне змагання до Олімпійських ігор у Токіо 2020, Лі та Дейлі виграли золото на синхронізованій 10-метровій платформі.  Пара також виграла золото на синхронізованій 10-метровій платформі на чемпіонаті Європи, що відбувся в Будапешті. 
На Олімпійських іграх у Токіо-2020 Лі виграв золото разом зі своїм товаришем по команді Томом Дейлі в синхронному змаганні на платформі для чоловіків на 10 м.